# Andrea Rischka
Andrea Rischka, bürgerlich Andrea Hampel (* November 1991 in Prudnik (Neustadt OS), Polen), ist eine schlesische Sängerin, Musikerin und Politikerin. Sie ist Angehörige der Deutschen Minderheit und im Wahlkomitee Deutsche Minderheit aktiv. Zu ihren Stilrichtungen gehören Schlager und klassischer Gesang. Sie singt vorwiegend in deutscher Sprache, aber ferner auch auf Polnisch und im schlesischen Dialekt des Polnischen.

## Leben
Andrea Rischka (eigentlich Ryschka, polnisch Rzyszka) stammt aus dem Ort Schelitz in Oberschlesien und wuchs dort bei ihren Großeltern auf. Seit ihrer Kindheit trat sie als Sängerin vor Publikum auf und nahm an Wettbewerben teil. So stand sie mit fünf Jahren erstmals auf der Bühne. Es folgten regelmäßige Auftritte bei Festen und Veranstaltungen der Deutschen Minderheit. Nach Auftritten mit der Gesangsgruppe „Sternchen“, in der sie auf Deutsch sang, begann sie als Solo-Sängerin aufzutreten. Sie lernte auch diverse Musikinstrumente spielen, wie die Posaune, das Tenorhorn, die Trompete und das Klavier und besuchte die Oppelner Musikschule, in der sie Klassischen Gesang erlernte. Sie studierte Gesang an der Jazz-Fakultät der Staatlichen Fachhochschule in Nysa (Neisse). Zudem spielt sie auch in einem Blasorchester in der Stadt Zülz mit.
Mit ihrer Debüt-Single „Für alle Blumen, für alle Tiere“ stieg sie 2011 u. a. in die Hitparaden von NDR1 und WDR4 ein. Beim Kulturfestival der deutschen Minderheit in Polen im September 2012 stand sie gemeinsam mit Heino auf der Bühne vor einem Publikum von 6000 Zuschauern. Ihre dritte Single „Wenn du wüsstest, wie sehr ich dich liebe“ ist eine deutschsprachige Coverversion des Liedes „Se bastasse una canzone“ von Eros Ramazzotti und wurde Ende 2012 veröffentlicht. Auf die Genehmigung, dieses Lied covern zu dürfen, musste Rischka ein Jahr warten. Das dazugehörige Musikvideo drehte sie im Schlosspark des oberschlesischen Ortes Pokój (Carlsruhe OS).
An ihren Liedern arbeitete sie mit dem Produzenten Willy Klüter in München zusammen. Entdeckt wurde sie vom Sänger Toby (Tobias Thalhammer), der auf sie in Schlesien aufmerksam wurde und ihr die Produktion eines Albums in Deutschland ermöglichte, sowie ihre Texte verfasste. Bis 2013 arbeitete sie an der Veröffentlichung ihres ersten Albums und an polnischen Versionen ihrer Lieder. Am 9. August 2013 wurde ihr Debüt-Album „Wenn Du wüsstest...“ in Deutschland auf almara records veröffentlicht.
Ferner ist Andrea Hampel politisch aktiv. Bei den Wahlen zum polnischen Parlament (Sejm) 2015 tritt sie als Kandidatin des Wahlkomitees der Deutschen Minderheit für den Wahlkreis Opole (Oppeln) an. Privat ist Hampel als Musiklehrerin tätig und lebt in der Stadt Zülz.

## Diskografie

### Alben
- 2013: Wenn Du wüsstest... (almara records)

### Singles
- 2011: Für alle Blumen, für alle Tiere
- 2012: Dann vergiss mich
- 2012: Wenn Du wüsstest, wie sehr ich Dich liebe
- 2013: Wir Menschen bekamen die Träume geschenkt
- 2014: Küss mich jetzt noch nicht